# باریس اکینسیر
باریس اکینسیر (ترکی استانبولی: Barış Ekincier؛ زادهٔ ۲۴ مارس ۱۹۹۹) بازیکن فوتبال اهل جمهوری آذربایجان است.
از باشگاه‌هایی که در آن بازی کرده‌است می‌توان به باشگاه فوتبال بوخوم اشاره کرد.
وی همچنین در تیم‌های ملی فوتبال Azerbaijan national under-17 football team, Azerbaijan national under-19 football team، و زیر ۲۱ سال جمهوری آذربایجان بازی کرده‌است.